# Нагарканда
Нагарканда (бенг. নগরকান্দা, англ. Nagarkanda) — город в центральной части Бангладеш, административный центр одноимённого подокруга. Площадь города равна 8,15 км². По данным переписи 2001 года, в городе проживало 9684 человека, из которых мужчины составляли 51,95 %, женщины — соответственно 48,05 %. Плотность населения равнялась 1188 чел. на 1 км². Уровень грамотности населения составлял 35,9 % (при среднем по Бангладеш показателе 43,1 %). 